# Beydamı
Beydamı ist ein Dorf (Köy) im Landkreis Pertek der türkischen Provinz Tunceli. Im Jahr 2011 zählte Beydamı 156 Einwohner.